# Jorn Steinbach
Jorn Steinbach, né le 20 janvier 1989 à Gand, en Belgique, est un joueur belge de basket-ball. Il évolue au poste de meneur.

## Biographie
Le 6 novembre 2012, il jouait dans l'équipe Okapi Aalstar, contre Mons-Belfius